# Eugen Lang
Eugen Lang (* 21. Januar 1881 in Schnersheim; † 1966 in Reichenbach) war ein deutscher Winzer.

## Werdegang
Lang wurde im Dorf Schnersheim im Elsass als Sohn des Ackerers Michael Lang und dessen Ehefrau Salomea Lang geborene Rauffer geboren. Dort erlernte er die Grundlagen der Landwirtschaft und des Weinbaus. Mit 25 Jahren wurde er 1906 Verwalter auf dem Schlossgut Neuweier. 1918 erwarb er in Binzmatt das Weingut Amselberg, das er zu einem neuzeitlichen Weinbaubetrieb ausbaute. Sein Amselberger Riesling, sein Gengenbacher Neuenberg Ruländer und sein Müller-Thurgau zählten zu den vorzüglichsten Weinen des Weinbaugebiets Baden.
Von 1930 bis zur Auflösung 1934 war er Präsident des Badischen Weinbauverbandes.

## Ehrungen
- Dezember 1951: Verdienstkreuz (Steckkreuz) der Bundesrepublik Deutschland[2]
- Ehrenmitglied des Deutschen Weinbauverbandes
- Ehrenmitglied des Badischen Weinbauverbandes
- Goldene Ehrennadel des Badischen Weinbauverbandes